# Powell Cove
Die Powell Cove ist eine Bucht an der Budd-Küste des ostantarktischen Wilkeslands. Sie liegt zwischen dem Whitney Point und dem Stonehocker Point auf der Westseite der Clark-Halbinsel.
Luftaufnahmen der US-amerikanischen Operation Highjump (1946–1947) dienten ihrer Kartierung. Der US-amerikanische Polarforscher Carl R. Eklund nahm 1957 Vermessungen vor Ort vor. Eklund benannte sie nach James T. Powell, der 1957 die Erfassung meteorologischer Daten auf der Wilkes-Station geleitet hatte.